# Thesaurus Sozialwissenschaften
Der Thesaurus Sozialwissenschaften ist eine systematisch geordnete Zusammenstellung sozialwissenschaftlicher Fachbegriffe. Er ist das zentrale Schlagwortvokabular für inhaltliche Recherchen in dem sozialwissenschaftlichen Fachportal sowiport und wesentliches  Erschließungsinstrument für die sozialwissenschaftlichen Literatur- und Projektdatenbanken von GESIS – Leibniz-Institut für Sozialwissenschaften.

## Allgemeines
Der Thesaurus Sozialwissenschaften wurde für die inhaltliche Erschließung sozialwissenschaftlicher Literatur und Forschungsprojekte und deren Recherche in den Datenbanken SOFIS (Sozialwissenschaftliches Forschungsinformationssystem) und SOLIS (Sozialwissenschaftliches Literaturinformationssystem) entwickelt. Daneben wird er als Erschließungs- und Rechercheinstrument in dem sozialwissenschaftlichen Open Access Volltext-Repositorium SSOAR (Social Science Open Access Repositorium) verwendet.
Seit dem Online-Gang des sozialwissenschaftlichen Fachportals sowiport bildet der Thesaurus Sozialwissenschaften darüber hinaus das zentrale Schlagwortverzeichnis für inhaltliche Suchen in sämtlichen der in sowiport eingebundenen nationalen und internationalen Fachdatenbanken. Hierzu wurde der Thesaurus Sozialwissenschaften mit sämtlichen Erschließungsvokabularen der in sowiport integrierten Fachdatenbanken verknüpft. Der Thesaurus Sozialwissenschaften wurde damit zum zentralen Brückenvokabular zu einer Vielzahl weiterer einschlägiger nationaler und internationaler Fach- und Universalthesauri (u. a. Thesaurus for Sociological Indexing Terms und Gemeinsame Normdatei).
Der Thesaurus Sozialwissenschaften liegt in den Sprachen Deutsch, Englisch und Französisch vor und wird permanent entsprechend neuer Themenschwerpunkte in der sozialwissenschaftlichen Forschung weiterentwickelt. Mit seinen derzeit über 8.000 Schlagwörtern und zusätzlich rund 4.000 Synonym-Verweisen deckt er sämtliche Disziplinen der Sozialwissenschaften ab.
Der Thesaurus Sozialwissenschaften ist in interaktiver Form mit eigener Benutzeroberfläche im Fachportal sowiport frei zugänglich. Neben einem alphabetischen und systematischen Zugang werden auch die Thesaurusübersetzungen sowie die Crosskonkordanzen zu den Vokabularen der in sowiport integrierten Fachdatenbanken angezeigt. 

## Themenfelder
Der Thesaurus Sozialwissenschaften deckt folgende Gebiete ab: 
- Soziologie
- Methoden der Sozialwissenschaften
- Politikwissenschaft
- Sozialpolitik, Sozialwesen
- Sozialpsychologie
- Bildungsforschung, Erziehungswissenschaft
- Kommunikationswissenschaften
- Demographie
- Ethnologie
- Historische Sozialforschung, Sozialgeschichte
- Arbeitsmarkt- und Berufsforschung

Ebenfalls enthalten sind sozialwissenschaftliche Aspekte von 
- Wirtschaftswissenschaft
- Psychologie
- Medizin
- Umweltforschung
- Rechtswissenschaft
- Gerontologie

Darüber hinaus sind Begriffe aus den Geistes-, Natur- und Technikwissenschaften (z. B. Dialektik, Genetik, CAD) sowie nicht-wissenschaftlichen Vokabular aus Themenbereichen, die Gegenstand der Sozialwissenschaften sind (z. B. Wohnungsbau), im Thesaurus Sozialwissenschaften enthalten.

## Thesaurus Sozialwissenschaften als SKOS-Version
Um den Thesaurus Sozialwissenschaften im Internet mit anderen Erschließungsvokabularen zu vernetzen, wurde er im Jahr 2009 in den W3C-Standard SKOS (Simple Knowledge Organization System) zur einheitlichen Publikation von Thesauri im Internet konvertiert.
Neben eigendefinierten sog. Extensions sind darin Crosskonkordanzen zum Standard-Thesaurus Wirtschaft (STW) der ZBW – Deutsche Zentralbibliothek für Wirtschaftswissenschaften – Leibniz-Informationszentrum Wirtschaft enthalten. Die SKOS-Version des Thesaurus Sozialwissenschaften steht auf der Homepage von GESIS – Leibniz-Institut für Sozialwissenschaften zum Download zur Verfügung.